# Aivaras Abromavičius
Aivaras Abromavičius (en ukrainien, Айварас Абрамовічус), né en janvier 1976 à Vilnius (République socialiste soviétique de Lituanie), est un homme d'affaires et un homme politique ukrainien d'origine lituanienne.

## Biographie
Titulaire d'un Bachelor of Arts en affaires internationales de l'Université Concordia (Wisconsin), il commence sa carrière à la Hansabank, la principale banque balte, où il prend rapidement des responsabilités. En 2002, il rejoint le fonds d'investissement suédois East Capital, qui gère des actifs financiers sur les marchés émergents, dont il devient un des associés. Il est à la tête du bureau de Kiev .
Le 1er décembre 2014, il obtient la nationalité ukrainienne sur ordre spécial du président Petro Porochenko. Le lendemain, il est nommé ministre de l'Économie dans le nouveau gouvernement d'Arseni Iatseniouk,. Il démissionne le 3 février 2016, regrettant le rythme insuffisant des réformes en Ukraine. En 2019, il est nommé a la tête du conglomérat d'armement Ukroboronprom.